# Едвард Войтас
Е́двард Во́йтас (пол. Edward Wojtas, 1 березня 1955, Вулька Модрейова — 10 квітня 2010, під Смоленськом, Росія) був депутатом Польського Сейму від Польської Народної партії (PSL).

## Смерть
Загинув у авіакатастрофі під Смоленськом 10 квітня 2010 року, куди летів у складі польської делегації на чолі з президентом Польщі Лехом Качинським.